# Edgar Bastidas Urresty

Edgar Bastidas Urresty

Edgar Bastidas Urresty (* 20. Januar 1944 in Samaniego, Kolumbien) ist ein kolumbianischer Schriftsteller.
Urresty promovierte 1978 an der Universität Paris VIII unter François Châtelet. Er war unter anderem Rektor der Universität von Nariño und Literaturprofessor an der Universidad Javeriana von Bogotá. Er veröffentlichte Bücher zur Geschichte und Literatur Nariños.